# Фолленвайдер, Ханс
Ханс Фолленвайдер (нем. Hans Vollenweider; 11 февраля 1908, Цюрих — 18 октября 1940, Зарнен) — швейцарский уголовный преступник. Последний казнённый в Швейцарии заключённый.

## Биография
В 1936 году совершил ограбление банка и был приговорён к 2,5 годам лишения свободы. После окончания срока заключения, был оставлен в тюрьме, поскольку считался опасным преступником. В июне 1939 г. совершил побег, но через девять дней был пойман. За время побега убил трёх человек, в том числе полицейского.
После возвращения в места заключения, несколько раз переводился в тюрьмы разных кантонов Швейцарии.
19 сентября 1940 года Обвальденский кантональный суд после повторного рассмотрения его дела приговорил Фолленвайдера к смертной казни. Апелляционный суд просьбу о помиловании отклонил. Ввиду того, что отмена смертной казни в Швейцарии была предусмотрена с 1 января 1942 года, судебное решение по делу Фолленвайдера вызвало массу споров в швейцарском обществе.
Месяц спустя, утром 18 октября 1940 года, Ханс Фолленвайдер был гильотинирован в Зарненской тюрьме. Механизм для приведения в исполнение смертной казни был заимствован в Люцерне.
Перед казнью Фолленвайдер отказался от последнего слова, приема пищи, а также от причастия.